# Liste der Biografien/Merz
Liste der Biografien |
Portal Biografien |
Personensuche
# |
A |
B |
C |
D |
E |
F |
G |
H |
I |
J |
K |
L |
M |
N |
O |
P |
Q |
R |
S |
T |
U |
V |
W |
X |
Y |
Z |
?
 
Ma |
Mb |
Mc |
Md |
Me |
Mf |
Mg |
Mh |
Mi |
Mj |
Mk |
Ml |
Mm |
Mn |
Mo |
Mp |
Mq |
Mr |
Ms |
Mt |
Mu |
Mv |
Mw |
Mx |
My |
Mz
 
Mea–Mee |
Mef |
Meg |
Meh |
Mei |
Mej |
Mek |
Mel |
Mem |
Men |
Meo |
Mep |
Mer |
Mes |
Met |
Meu |
Mev |
Mew |
Mex |
Mey |
Mez
 
Mera |
Merb |
Merc |
Merd |
Mere |
Merf |
Merg |
Merh |
Meri |
Merj |
Merk |
Merl |
Merm |
Mern |
Mero |
Merr |
Mers |
Mert |
Meru |
Merv |
Merw |
Merx |
Mery |
Merz
Die Liste der Biografien führt alle Personen auf, die in der deutschsprachigen Wikipedia einen Artikel haben. Dieses ist eine Teilliste mit 141 Einträgen von Personen, deren Namen mit den Buchstaben „Merz“ beginnt.

## Merz
- Merz von Quirnheim, Albert (1774–1857), deutscher Reichsritter, General und Kommandant in der bayerischen Armee
- Merz von Quirnheim, Johann (* 1652), deutscher Adliger, Jurist und Diplomat in den Diensten des Kurfürsten zu Mainz und von Kaiser Leopold I.
- Merz von Quirnheim, Karl Joseph (1747–1802), Reichsfreiherr und letzter Besitzer der Freiherrlichkeit Bosweiler und Quirnheim
- Merz von Quirnheim, Quirin († 1695), deutscher Diplomat, katholischer Kirchenrechtler und Reichstagsabgesandter; Kanzler in Kurmainz
- Merz von Staffelfelden, Rochus († 1563), vorderösterreichischer Beamter, kaiserlicher Rat
- Merz, Adolf (1903–1987), deutscher Politiker (SPD), MdL
- Merz, Albert (* 1942), schweizerischer Maler und Zeichner
- Merz, Albrecht Leo (1884–1967), deutscher Senator und Schulgründer
- Merz, Alfred (1880–1925), österreichisch-deutscher Meereskundler
- Merz, Alois (1727–1792), deutscher römisch-katholischer Geistlicher (SJ), Domprediger in Augsburg
- Merz, Andreas (* 1980), international tätiger deutscher Theaterregisseur
- Merz, Annette (* 1965), deutsche evangelische Theologin und Neutestamentlerin
- Merz, Axel (* 1957), deutscher Übersetzer
- Merz, Bernd (1956–2024), lutherischer Pfarrer, Medienbeauftrager und Geschäftsführer
- Merz, Blanche (1919–2002), Schweizer Politikerin und Pseudowissenschaftlerin
- Merz, Bruno Oswin (1843–1914), höherer sächsischer Staatsbeamter
- Merz, Carl (1906–1979), österreichischer Kabarettist und Schriftsteller
- Merz, Carl Anton (1831–1898), deutscher Unternehmer und Politiker, MdR
- Merz, Charles (1893–1977), US-amerikanischer Journalist, Chefredakteur und Autor
- Merz, Charlotte (* 1961), deutsche Richterin
- Merz, Conrad (1768–1846), deutscher Orgelbauer
- Merz, Curtis (* 1972), US-amerikanisch-schweizerischer Basketballspieler
- Merz, Emil (1856–1904), deutscher Ingenieur und Industrieller
- Merz, Ernst (1921–1996), deutscher Politiker (CDU), MdL
- Merz, Ferdinand (1924–1997), deutscher Psychologe
- Merz, Franz (1927–1993), deutscher Jurist, Richter am Bundesgerichtshof
- Merz, Friederike (* 1987), deutsche Jazzmusikerin (Gesang, Komposition)
- Merz, Friedrich (1884–1979), deutscher Unternehmer und Apotheker
- Merz, Friedrich (* 1955), deutscher Politiker (CDU), MdB, MdEP, Bundeskanzler der Bundesrepublik DeutschlandFriedrich Merz (* 1955)

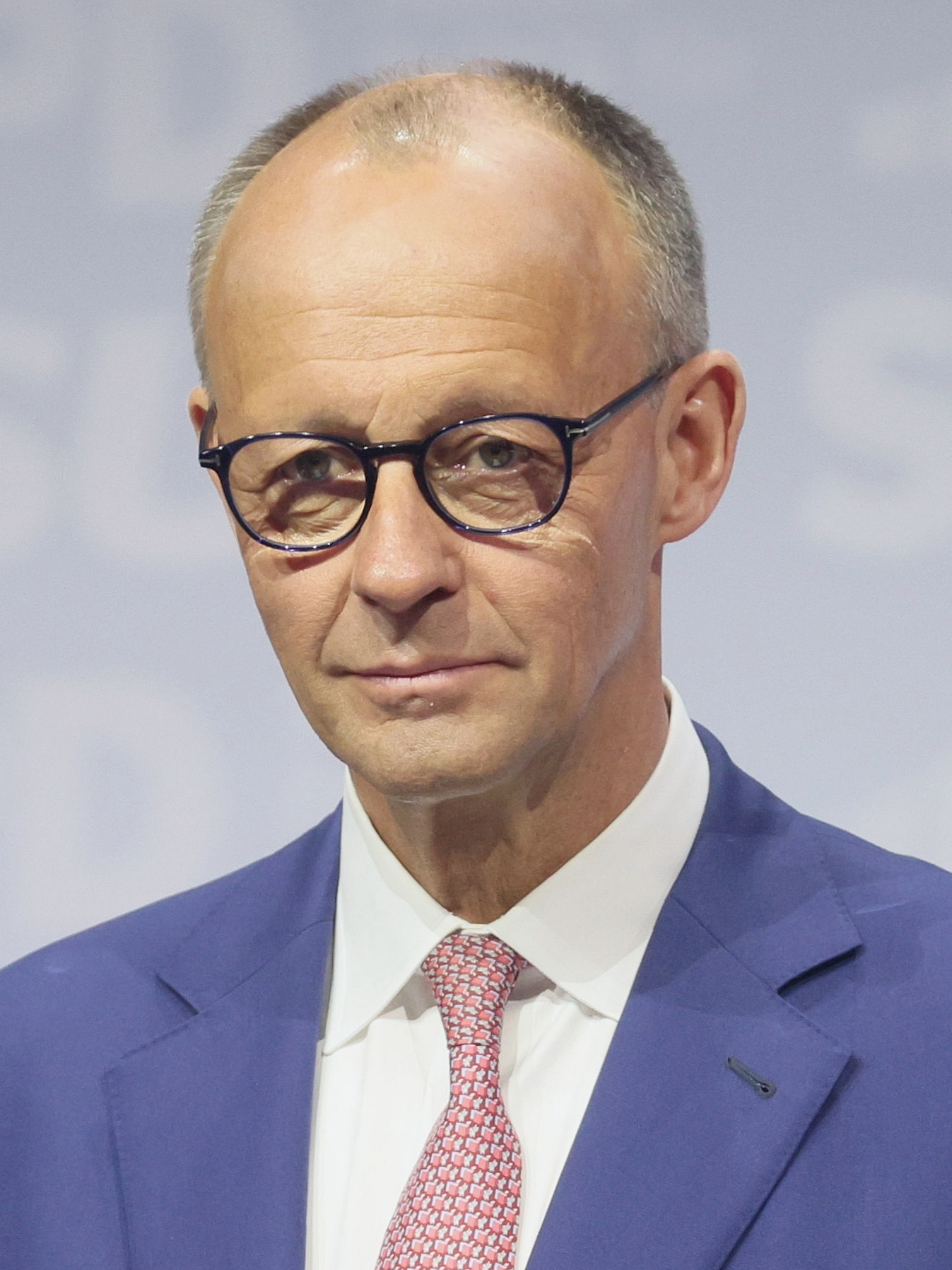
Friedrich Merz (* 1955)

- Merz, Gabriel (* 1971), deutscher Schauspieler
- Merz, Georg (1793–1867), deutscher Optiker und Astronom
- Merz, Georg (1892–1959), deutscher lutherischer Theologe und Hochschullehrer
- Merz, Georg Heinrich von (1816–1893), Prälat und Generalsuperintendent von Reutlingen
- Merz, Gerhard (1947–2004), deutsch-israelischer Waffenschmuggler und Söldner
- Merz, Gerhard (* 1947), deutscher Künstler
- Merz, Gerhard (1952–2024), deutscher Politiker (SPD), MdL
- Merz, Hans (1921–1987), deutscher Designer und Hochschullehrer in der DDR
- Merz, Hans-Günter (* 1947), deutscher Architekt
- Merz, Hans-Rudolf (* 1942), Schweizer Politiker (FDP)Hans-Rudolf Merz (* 1942)

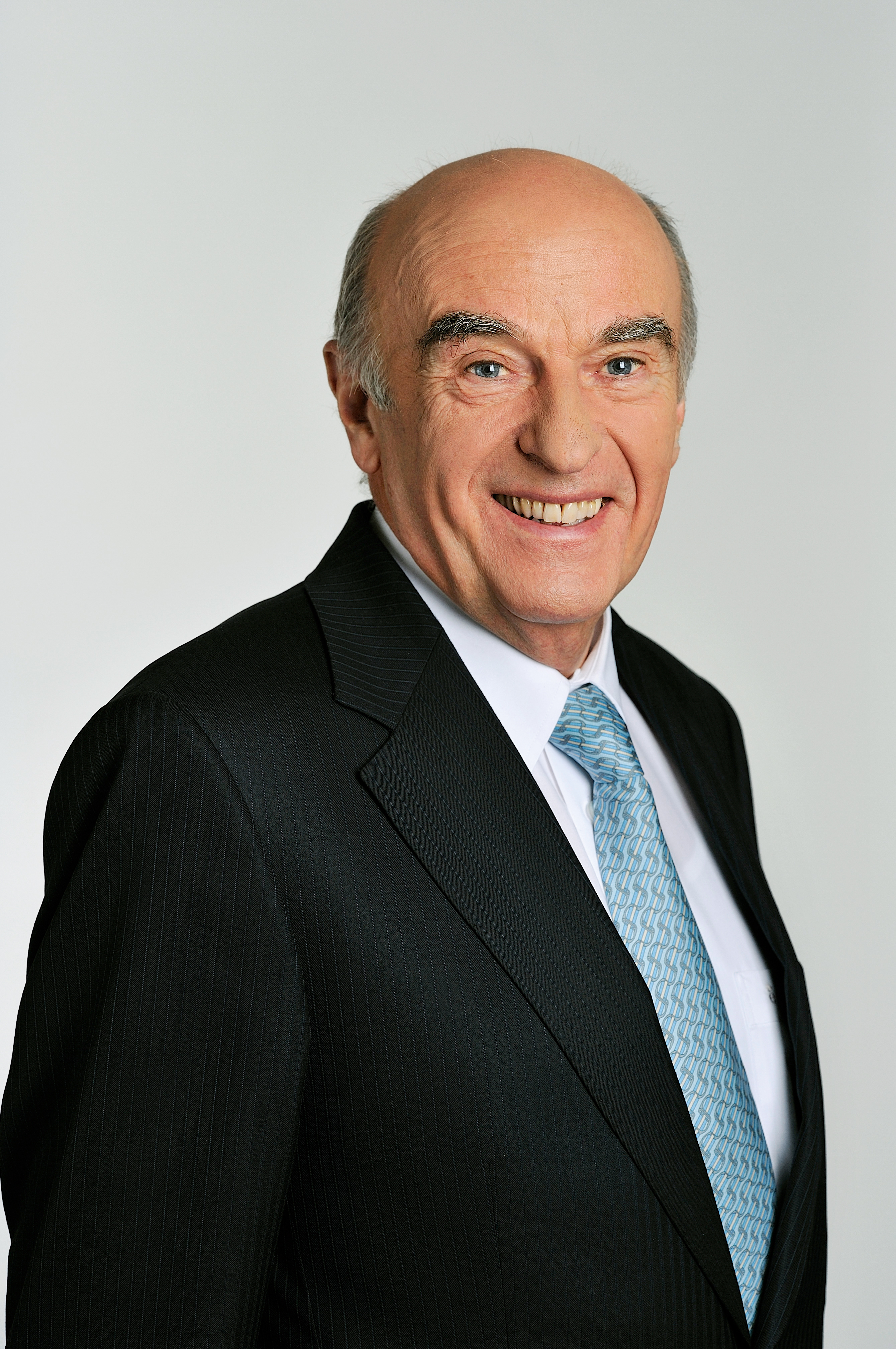
Hans-Rudolf Merz (* 1942)

- Merz, Heiner (* 1963), deutscher Politiker (AfD), MdL
- Merz, Heinrich (1806–1875), Schweizer Kupfer- und Stahlstecher sowie Zeichner
- Merz, Heinz (* 1958), deutscher Fregattenkapitän und Autor
- Merz, Hermann (* 1954), Schweizer Kriminalschriftsteller
- Merz, Horst Maria (* 1958), deutscher Pianist, Komponist und Schauspieler
- Merz, Ivan (1896–1928), kroatischer katholischer Laie und Förderer der katholischen Kirche
- Merz, Jacob (1783–1807), Schweizer Zeichner, Maler und Kupferstecher
- Merz, Janine (* 1980), deutsche Politikerin (SPD), MdL
- Merz, Jarreth (* 1970), schweizerisch-ghanaischer Film- und Theaterschauspieler, Filmproduzent und Filmregisseur
- Merz, Joachim (* 1948), deutscher Wirtschaftswissenschaftler und Hochschullehrer
- Merz, Johann Anton Friedrich (1803–1867), deutscher Kaufmann
- Merz, Johann Georg (1761–1830), Schweizer Textilunternehmer, Gemeindepräsident und Mitglied des Kleinen Rats
- Merz, Johann Ludwig (1772–1851), Schweizer Oberst, Unternehmer und Kartograf
- Merz, Johann Peter (1791–1874), deutscher katholischer Priester
- Merz, Johannes (1776–1840), Schweizer Mundartdichter
- Merz, Johannes (* 1964), deutscher Historiker
- Merz, Johannes (* 1983), deutscher Schauspieler
- Merz, Johannes von (1857–1929), evangelischer Theologe
- Merz, Josef (1836–1898), Schweizer Architekt und Politiker im Kanton Bern
- Merz, Joseph Anton (1681–1750), schwäbisch-bayerischer Maler der Barockzeit
- Merz, Julie (1865–1934), Schweizer Journalistin und Politikerin
- Merz, Julius (* 1903), deutscher Politiker (NSDAP), MdRJulius Merz (* 1903)

Julius Merz (* 1903)

- Merz, Karl (1836–1890), US-amerikanischer Komponist
- Merz, Karl (1869–1950), deutscher Bildhauer
- Merz, Karl (1890–1970), deutscher Maler
- Merz, Karl von (1881–1962), deutscher Verwaltungsjurist und Bezirksoberamtmann in Garmisch-Partenkirchen
- Merz, Kim (* 1953), deutscher Schlagersänger
- Merz, Klaus (* 1945), Schweizer SchriftstellerKlaus Merz (* 1945)

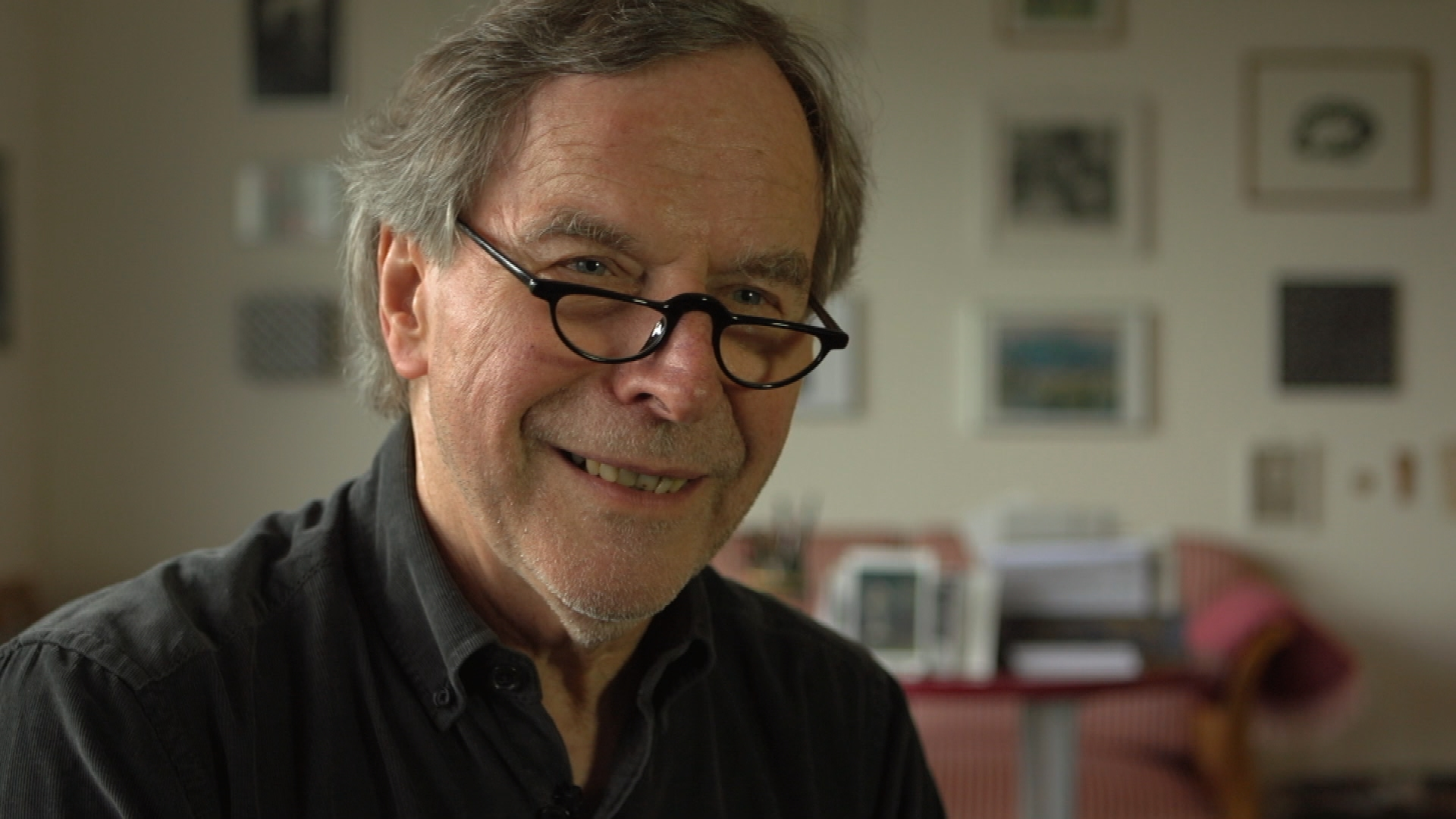
Klaus Merz (* 1945)

- Merz, Konrad (1908–1999), deutscher Schriftsteller
- Merz, Konstantin (1856–1915), deutscher Arzt und Politiker (NLP), MdR
- Merz, Kurt Walter (1900–1967), deutscher Pharmakologe, Chemiker
- Merz, Leonhard († 1507), Schweizer Bürgermeister
- Merz, Lorenz (* 1981), Schweizer Kameramann und Filmemacher
- Merz, Ludwig (1817–1881), Schweizer Unternehmer, Grossrat und Kartograf
- Merz, Ludwig (1817–1858), deutscher Optiker, Geograph und Publizist
- Merz, Ludwig (1905–1992), deutscher Mess- und Regelungstechniker
- Merz, Ludwig (1908–2003), deutscher Fachoberlehrer und Stadthistoriker
- Merz, Ludwig (* 1923), deutscher Fußballspieler
- Merz, Maike (* 1986), deutsche Handballschiedsrichterin
- Merz, Maria (1931–2017), deutsche Keramikerin
- Merz, Mario (1925–2003), italienischer Künstler
- Merz, Marisa (1926–2019), italienische Installationskünstlerin und Malerin
- Merz, Martin († 1501), Büchsenmeister und Mathematiker in kurpfälzischen Diensten
- Merz, Martina (* 1963), deutsche ManagerinMartina Merz (* 1963)

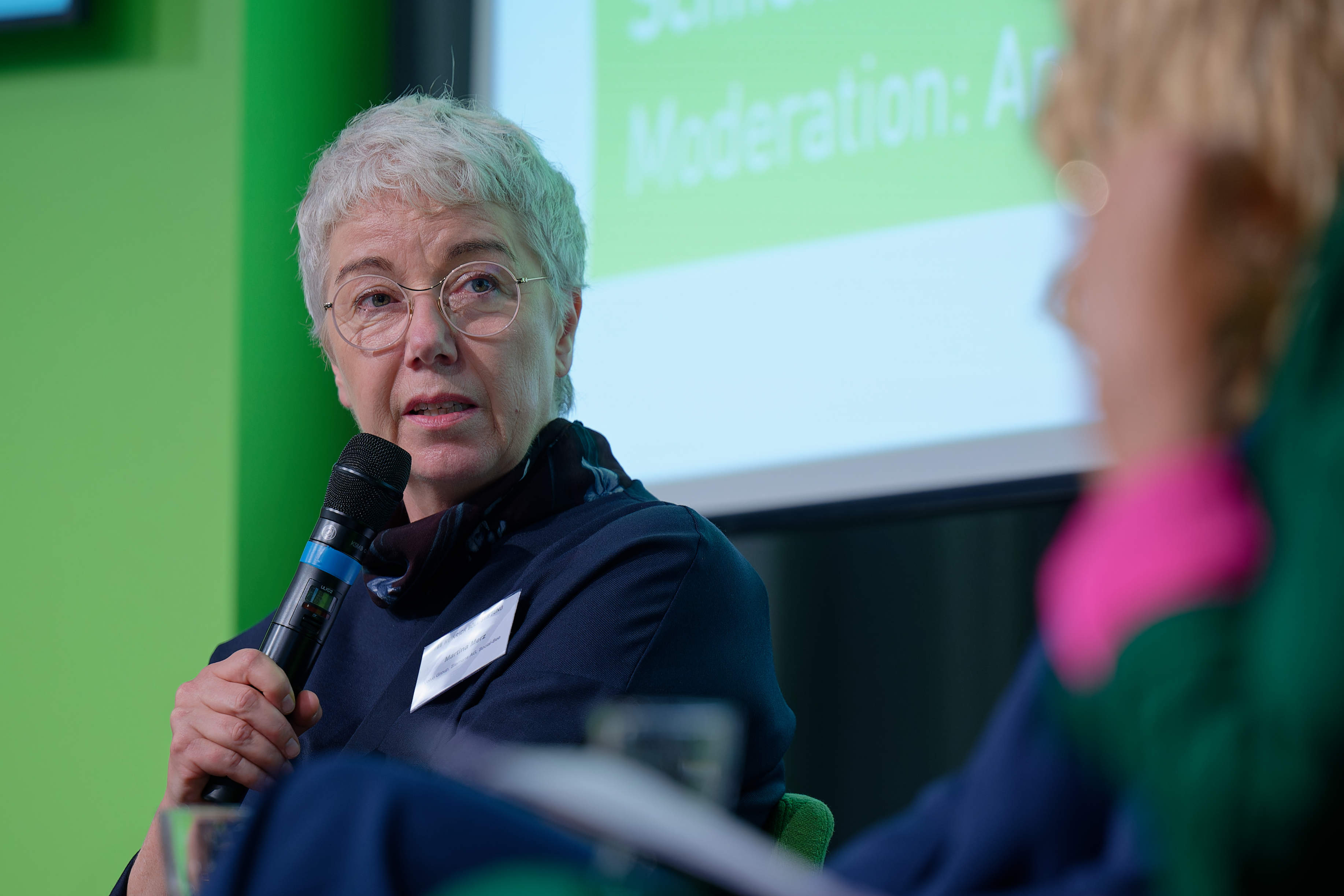
Martina Merz (* 1963)

- Merz, Mathilde (1899–1987), Schweizer reformierte Pfarrerin
- Merz, Matthias (* 1984), Schweizer Orientierungsläufer
- Merz, Max (* 1994), deutscher Basketballspieler
- Merz, Meta (1965–1989), österreichische Schriftstellerin
- Merz, Michael (* 1964), deutscher Informatiker, Unternehmer und Sachbuchautor
- Merz, Michael (* 1972), deutscher Ökonom, Mathematiker und Hochschullehrer (Universität Hamburg)
- Merz, Michaela (* 1960), deutsche Software-Entwicklerin, Netzpionierin und Unternehmerin
- Merz, Nelly (1876–1968), deutsche Opernsängerin (Sopran)
- Merz, Oswald Friedrich Wilhelm (1889–1946), deutscher Politiker (SPD)
- Merz, Otto (1889–1933), deutscher Automobilrennfahrer, Chauffeur und Mechaniker
- Merz, Otto (1908–1975), deutscher Kameramann
- Merz, Patricia (* 1993), Schweizer Ruderin
- Merz, Peter (* 1968), Schweizer BerufsoffizierPeter Merz (* 1968)

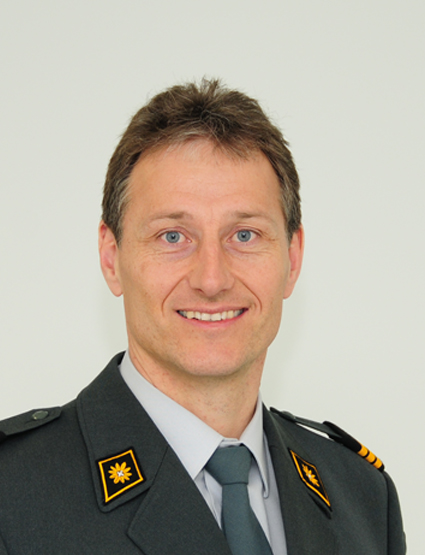
Peter Merz (* 1968)

- Merz, Richard (1936–2015), Schweizer Tanzkritiker
- Merz, Robert (1887–1914), österreichischer Fußballspieler
- Merz, Robert (* 2000), deutscher Basketballspieler
- Merz, Rudolf L. (1933–2006), Schweizer Illustrator
- Merz, Sarina (* 1999), Schweizer Unihockeyspielerin
- Merz, Tilly, deutsche Fechterin
- Merz, Toni (1895–1966), deutscher Maler
- Merz, Verena (1959–1990), Schweizer Malerin
- Merz, Victor (1839–1904), Schweizer Chemiker und Hochschullehrer
- Merz, Walter (1906–1978), deutscher Feuerwerker
- Merz, Walther (1868–1938), Schweizer Jurist und Historiker
- Merz, Wilhelm (1849–1922), deutscher Ingenieur, Zement-Pionier und Sozialreformer
- Merz, William (1878–1946), US-amerikanischer Turner und Leichtathlet
- Merz-Benz, Peter-Ulrich (* 1953), Schweizer Soziologe und Philosoph

### Merza
- Merza, Fadi (* 1978), syrisch-österreichischer Kampfsportler
- Merzagora, Cesare (1898–1991), italienischer Politiker
- Merzahn von Klingstädt, Thimotheus (1710–1786), deutscher Jurist und Ökonom in russischen Staatsdiensten
- Merzalow, Nikolai Iwanowitsch (1866–1948), russischer Ingenieurwissenschaftler
- Merzario, Arturo (* 1943), italienischer Formel-1-RennfahrerArturo Merzario (* 1943)

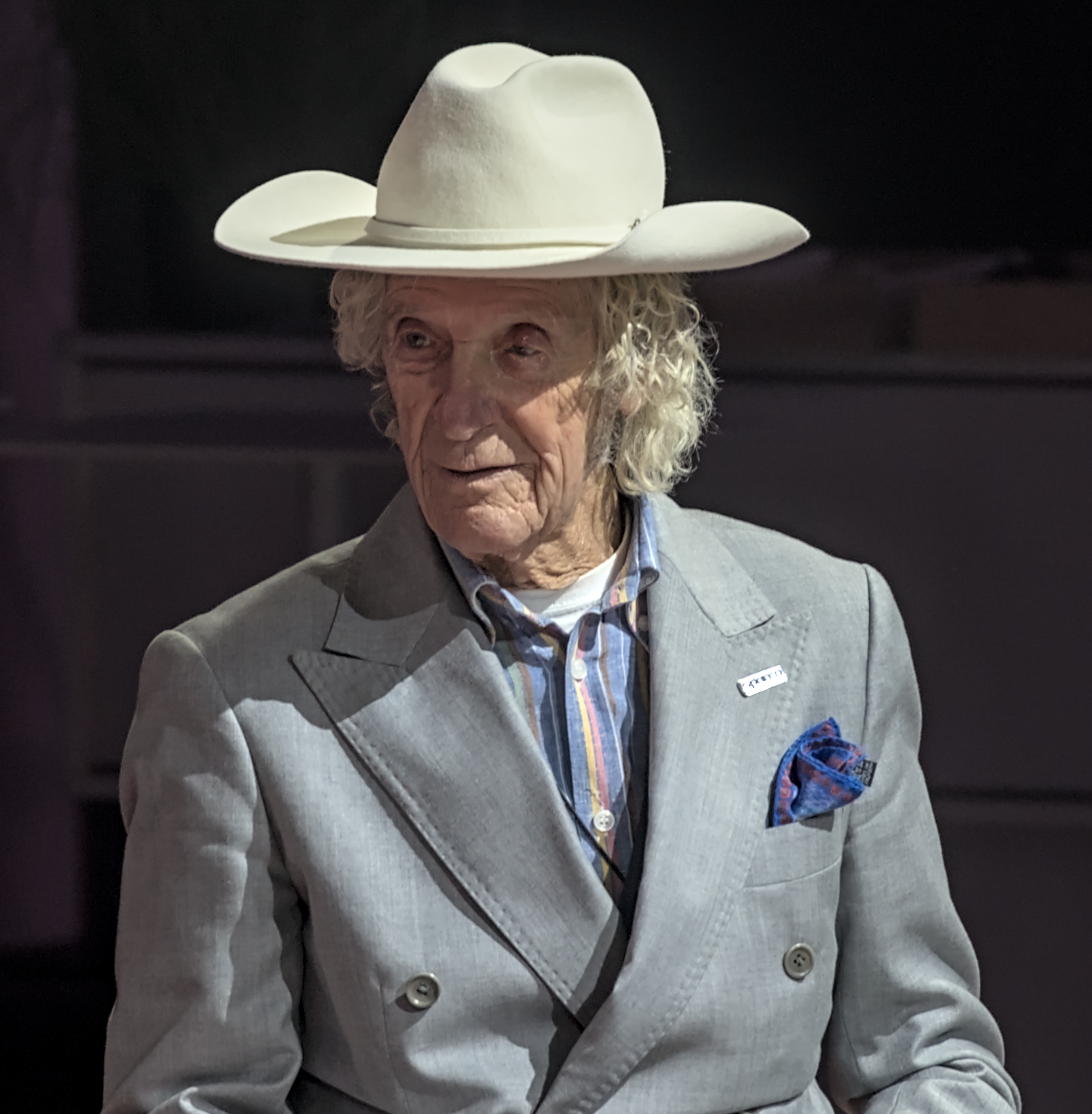
Arturo Merzario (* 1943)

### Merzb
- Merzbach, Georg (1868–1941), deutscher Arzt und Autor
- Merzbach, Paul (1888–1943), österreichischer Dramaturg, Theaterregisseur, Drehbuchautor, Filmregisseur und Filmeditor
- Merzbach, Uta (1933–2017), US-amerikanische Mathematikhistorikerin
- Merzbacher, Abraham (1812–1885), deutsch-jüdischer Bankier, Münzhändler und Mäzen
- Merzbacher, Eugen (1845–1903), deutscher Numismatiker und Münzhändler
- Merzbacher, Eugen (1921–2013), US-amerikanischer Physiker
- Merzbacher, Friedrich (1923–1982), deutscher Rechtswissenschaftler und Hochschullehrer
- Merzbacher, Gottfried (1843–1926), deutscher Geograph, Alpinist und Forschungsreisender
- Merzbacher, Ludwig (1875–1942), deutscher Psychiater
- Merzbacher, Rolf (1924–1983), deutscher Holocaust-Waise
- Merzbacher, Werner (1928–2024), Schweizer Pelzhändler und Kunstsammler

### Merzd
- Merzdorf, Theodor (1812–1877), deutscher Bibliothekar und Freimaurer
- Merzdorf, Walter (1896–1975), deutscher Musikinstrumentenbauer

### Merze
- Merzeau, Louise (1963–2017), französische Informations- und Kommunikationswissenschaftlerin und Fotografin
- Merzenich, Friedel (1879–1956), deutsche Schriftstellerin und Journalistin
- Merzenich, Johann (1840–1913), deutscher Architekt, Baubeamter und Professor an der Technischen Hochschule in Charlottenburg
- Merzenich, Michael (* 1942), US-amerikanischer Neurowissenschaftler
- Merzenich, Wolfgang (1942–2012), deutscher Informatiker und Hochschullehrer

### Merzi
- Merziger, Anton (1887–1956), deutscher Politiker (CVP), MdL

### Merzl
- Merzļikins, Elvis (* 1994), lettischer Eishockeytorwart

### Merzn
- Merznicht, Carl (1898–1971), deutscher Schauspieler, Regieassistent und Sänger bei Bühne und Film

### Merzo
- Merzoug, Yasin (* 1979), schwedischer Basketballspieler
- Merzougui, Abdelaziz (* 1991), spanischer Hindernisläufer marokkanischer Herkunft

### Merzu
- Merzuki, Mohd Assri (* 1994), malaysischer Tennisspieler

### Merzw
- Merzweiler, Albert (1844–1906), deutscher Glasmaler

### Merzy
- Merzyn, Gerhard (1918–1983), deutscher Mann, Gründungsmitglied und erster Direktor von Haus Rissen